# Лејк Сити (Колорадо)
Лејк Сити (енгл. Lake City) град је у америчкој савезној држави Колорадо.

## Демографија
По попису из 2010. године број становника је 408, што је 33 (8,8%) становника више него 2000. године.
| Група             | 2000.       | 2010.       |
| Белци             | 363 (96,8%) | 376 (92,2%) |
| Афроамериканци    | 0 (0,0%)    | 1 (0,2%)    |
| Азијати           | 2 (0,5%)    | 1 (0,2%)    |
| Хиспаноамериканци | 6 (1,6%)    | 11 (2,7%)   |
| Укупно            | 375         | 408         |